# Pholcus higoensis
Pholcus higoensis (Japans:ヒゴユウレイグモ, Higo-yūreigumo) is een spinnensoort uit de familie trilspinnen (Pholcidae). De soort komt voor in Japan.